# Departamentul Colón (Honduras)
Colón este un departament al Hondurasului. Numără 230.000 locuitori (2006) pe o suprafață de 8.248,8 km².

## Municipalități
1. Balfate
2. Bonito Oriental
3. Iriona
4. Limón
5. Sabá
6. Santa Fe
7. Santa Rosa de Aguán
8. Sonaguera
9. Tocoa
10. Trujillo